# Arwernowie

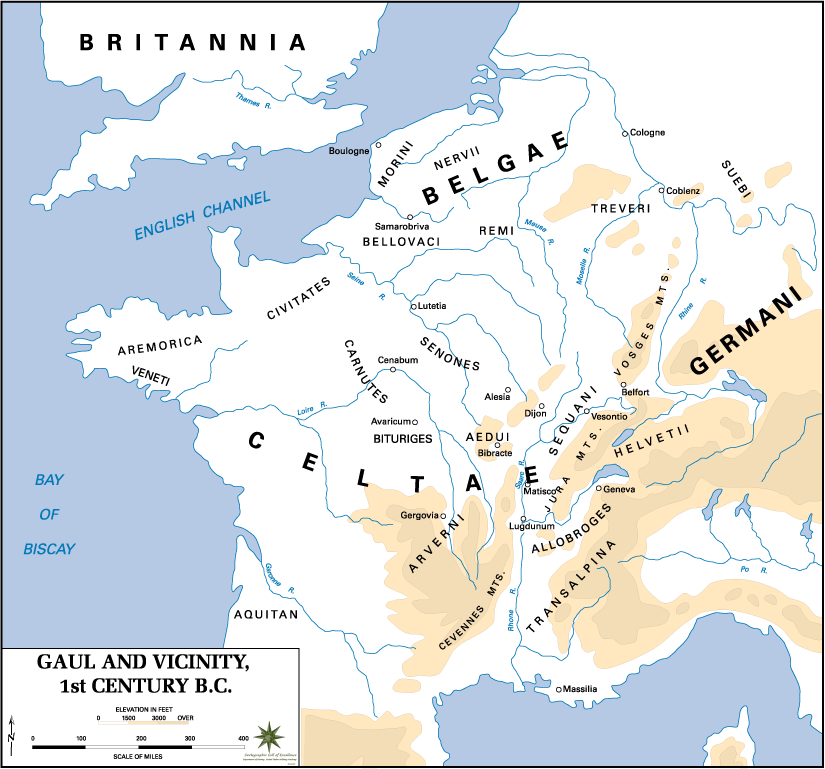
Galia w I w. p.n.e.

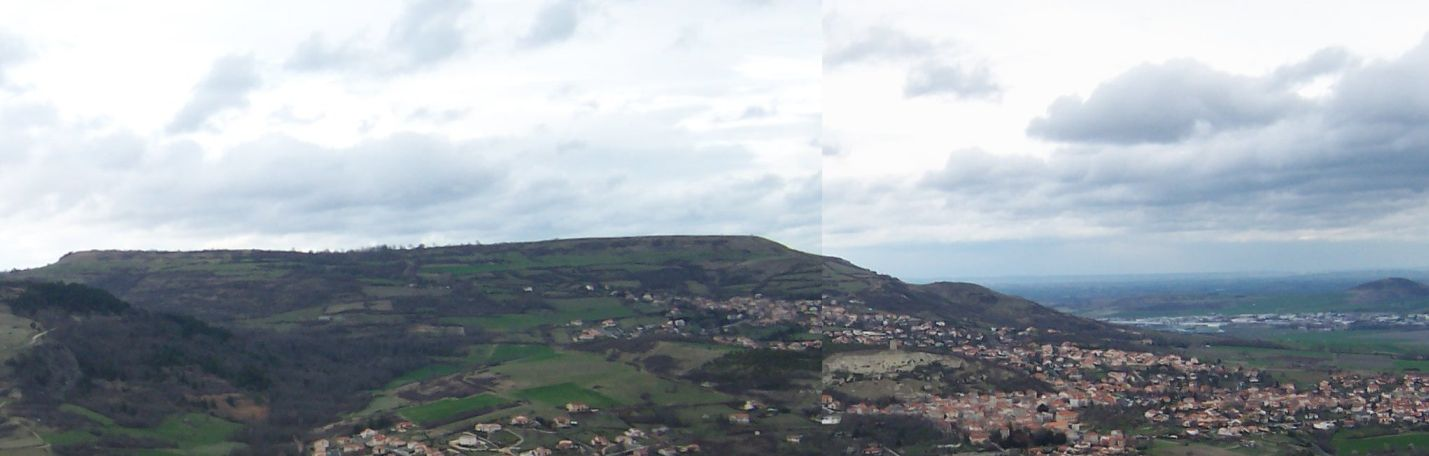
Gergowia w 2007 r.

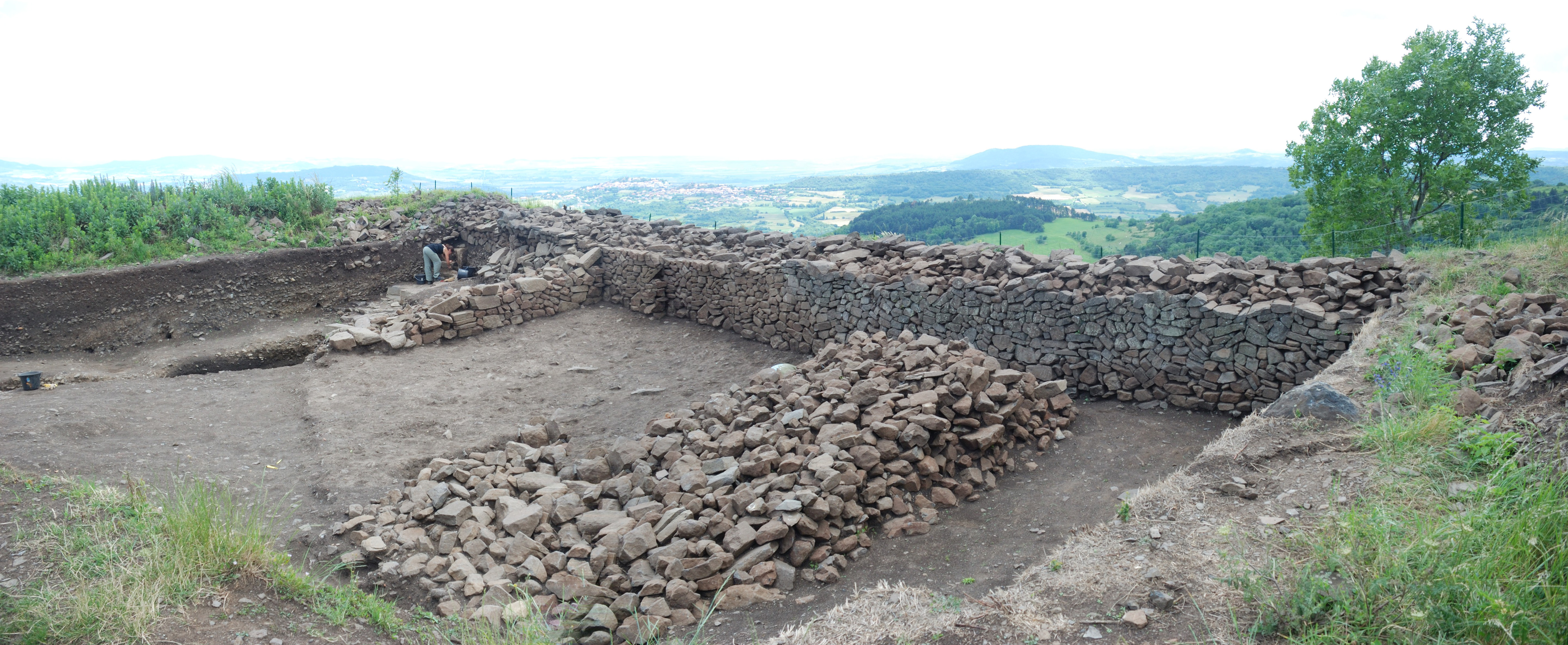
Wykopaliska w oppidum w Gergowii

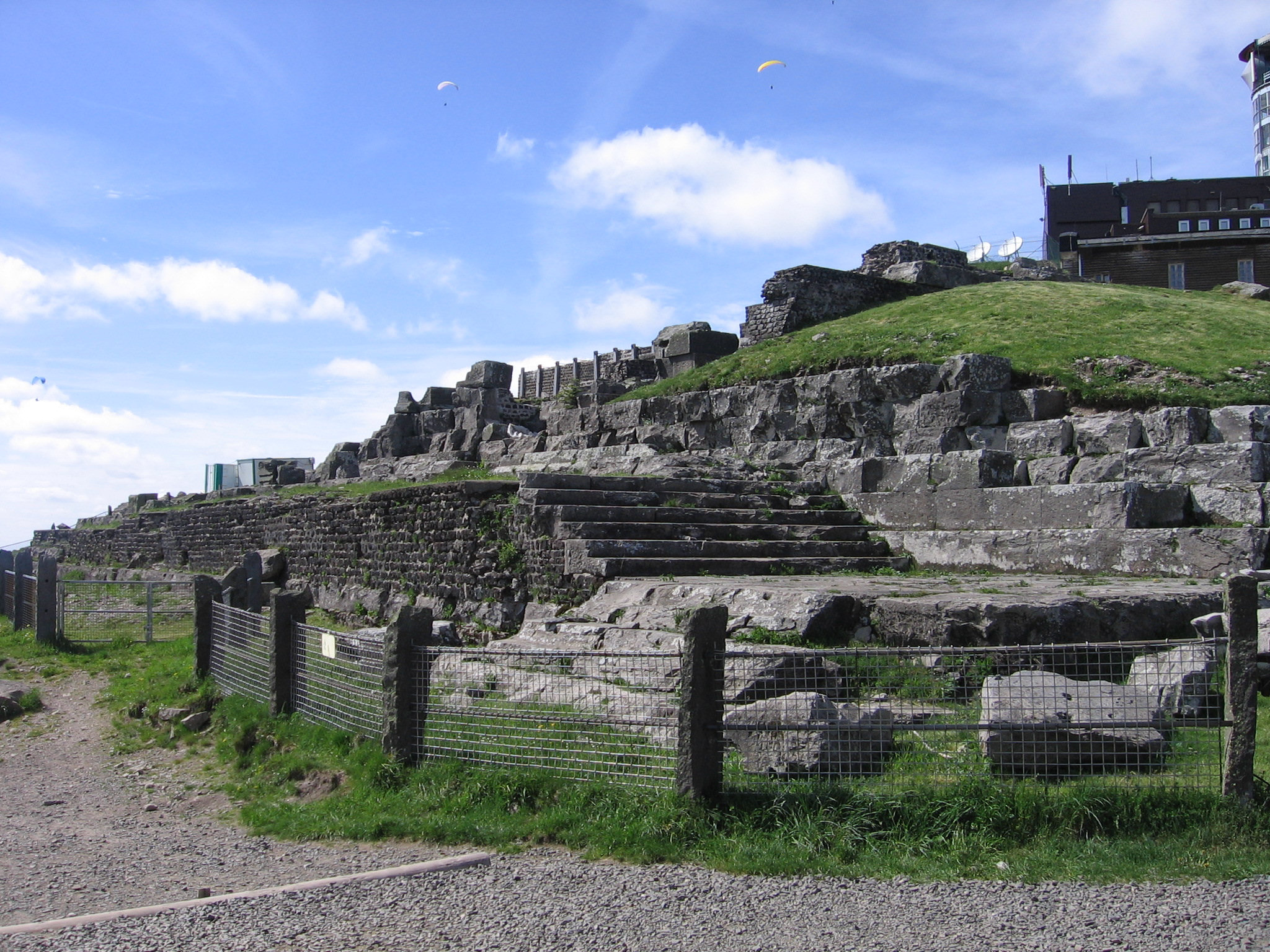
Świątynia Arwernów na szczycie Puy de Dôme

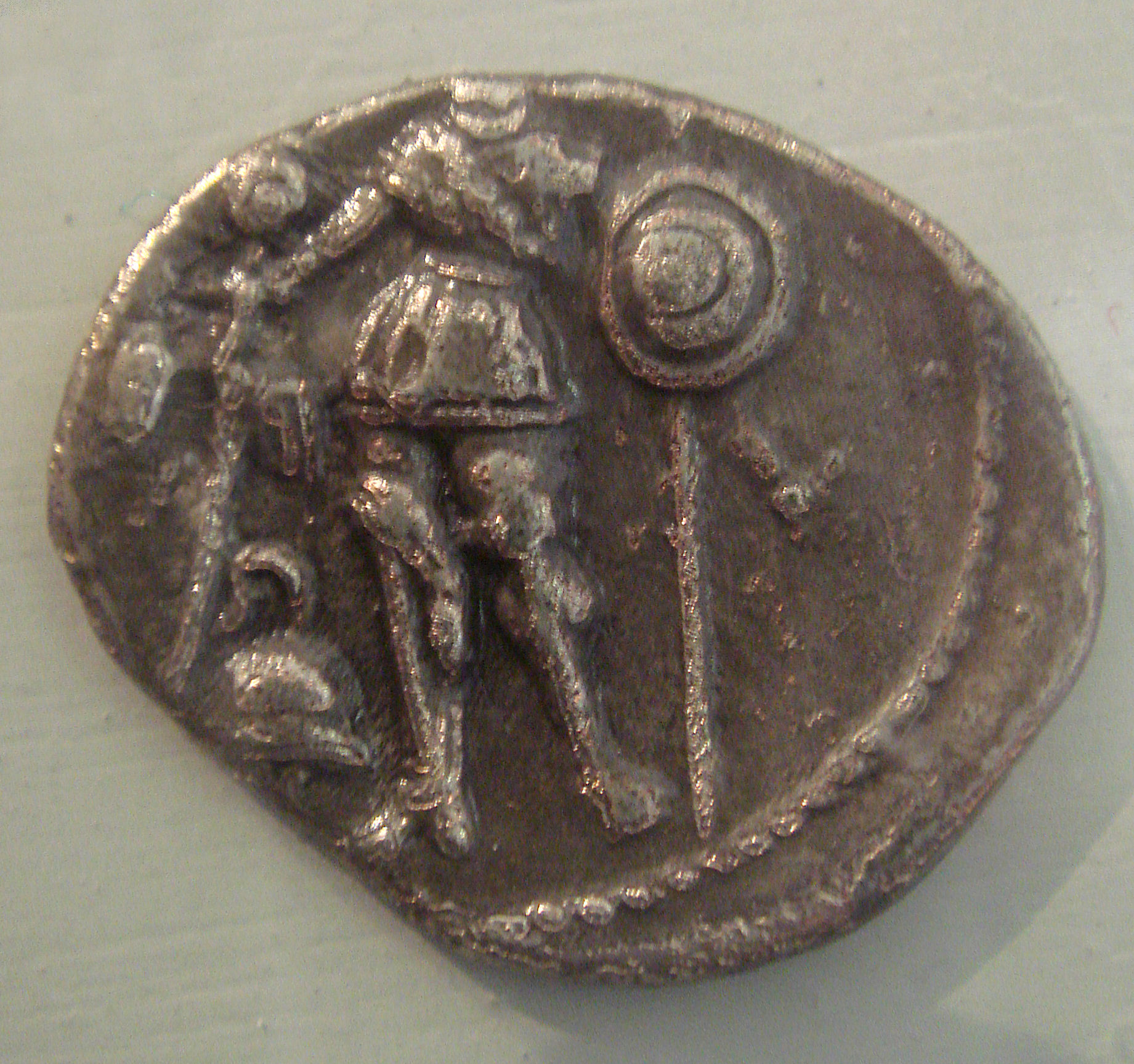
Moneta Arwernów przedstawiająca wojownika z V-I w. p.n.e.

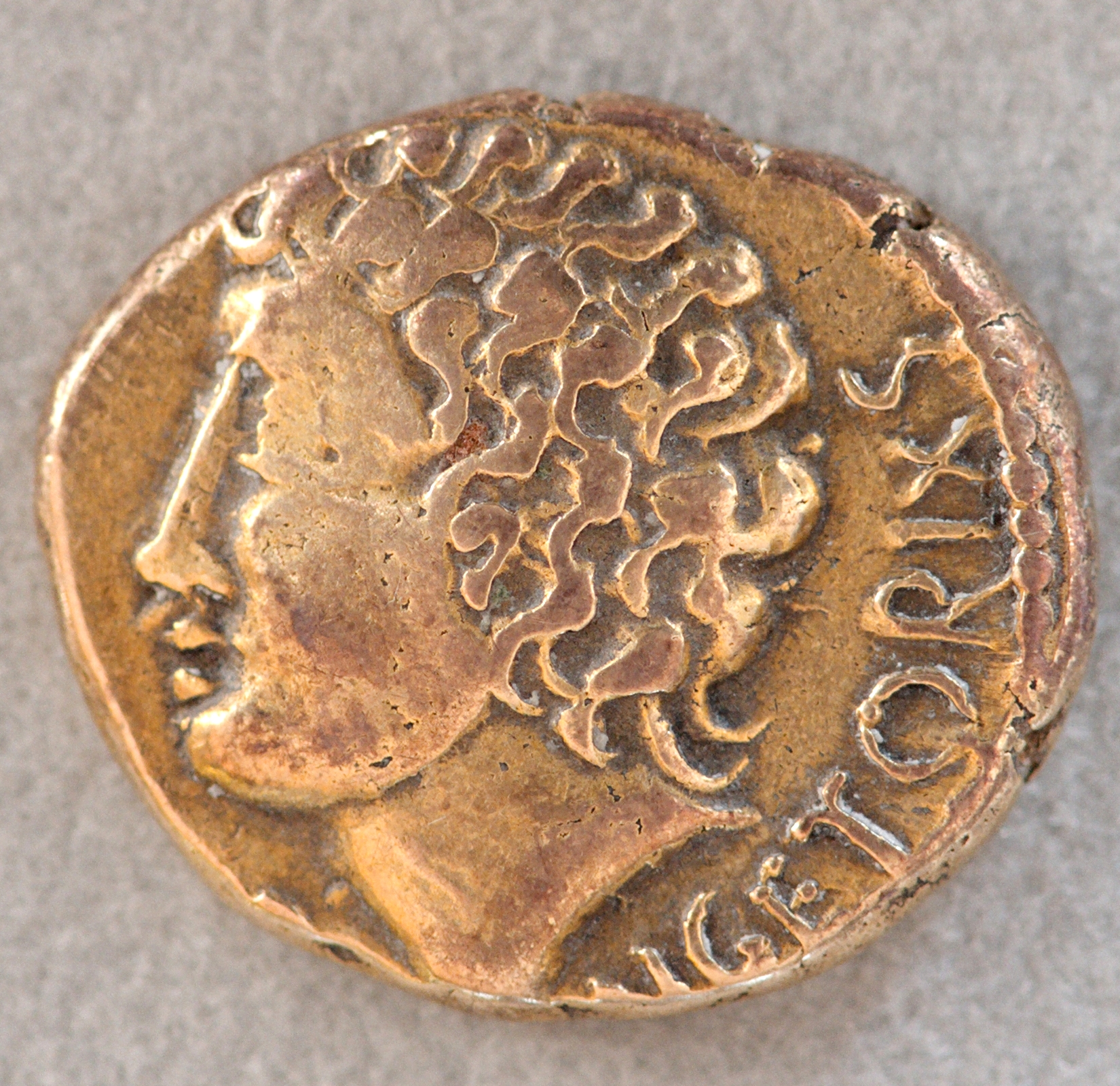
Złota moneta (stater) Wercyngetoryksa (Cabinet des Médailles)

Arwernowie – historyczne plemię galijskie, zamieszkujące tereny nad górnym Ligerem (obecnie rzeka Loara) i skupione wokół grodu-twierdzy Gergowia w Masywie Centralnym środkowej Francji (obecnie 6 km od miasta Clermont-Ferrand).
W latach 50. p.n.e. prowadzili wojnę z legionami rzymskimi Juliusza Cezara wraz z licznymi innymi plemionami, zjednoczonymi pod wodzą ich króla Wercyngetoryksa: Allobrogów, Atrebatów, Bellowaków, Biturgów, Belgów, Eburonów, Eduów, Karnutów, Owernów, Paryzjów, Remów, Sekwanów, Senonów i innych. Ostatecznie zostali podbici przez Juliusza Cezara.